# Yang Huan (Yuan)
Yang Huan (chinois traditionnel : 楊桓 ; chinois simplifié : 杨桓 ; pinyin : yáng huán), nom de cour Yang Wuzi (楊武子, yáng wǔzǐ), surnom Xin Quan (辛泉, xīn quán), né en 1234 et décédé en 1299, est un linguiste chinois de Yanzhou, dans l'actuelle province du Shandong. Auteur de « Liushutong », « Liushu shuoyuan » et « Shuxue zhengyun ».

## Œuvres
Il a écrit, sous la dynastie Yuan (1279-1368), des ouvrages de linguistique de référence, dont notamment, le « Liushutong » (六書統) décrivant les six principaux types de caractères chinois.
Il est également l'auteur de « Liushu shuoyuan » (六書溯源) et « Shuxue zhengyun » (書學正韻), dans lesquels il est également question des caractères et de leur prononciation.